# Fíkovna (Pražský hrad)
Fíkovna je renesanční stavba v Královské zahradě Pražského hradu. Je umístěna nad Jelením příkopem, pod Královským letohrádkem. Společně s celým areálem hradu je od roku 1962 chráněna jako národní kulturní památka České republiky.

## Historie
O výstavbě fíkovny rozhodl císař Maxmilián II. Habsburský a navrhl ji Ulrico Aostalli v roce 1572. Pěstování fíkovníků bylo obnoveno po roce 1990 během funkčního období Václava Havla, po letech opět otevřena v roce 2024.

## Popis
Jedná se o kamennou nezastřešenou stavbu zhruba 12 × 73 m, na jižní straně otevřenou řadou segmentově zaklenutých otvorů. Na zimu bývala fíkovna zakryta dřevěnou střechou a vrstvou slámy nebo sena sloužící jako tepelná izolace a uvnitř se přitápělo.